# Talasjärvi (sjö i Lappland)
Talasjärvi är en sjö i Finland. Den ligger i kommunen Enare i landskapet Lappland, i den norra delen av landet, 1 000 km norr om huvudstaden Helsingfors. Talasjärvi ligger 167,7 meter över havet. Arean är 58,9 hektar och strandlinjen är 4,72 kilometer lång. Sjön  ingår i Pasvik älvs huvudavrinningsområde. 